# ナマ先生
ナマ先生（なませんせい）はフジテレビ系列のカスペ!特別番組『地上最大のTV動物園』にレギュラー出演するフタユビナマケモノの解説役キャラクター。正式には｢ナマケモノ先生（なまけものせんせい）｣。

## 形態と呼称
インターズー・ノアのオリジナルぬいぐるみがベースになっているが、番組用にスペシャルチューニングされた特別仕様になっている。青い角帽をかぶり、木にぶら下がっている。左手・腰を動かして説明するクセがある。よく見るとまつ毛が長い。

番組動物園の支配人役のさまぁ〜ずや動物博士役のアンタッチャブル、各回ゲストからは、｢ナマさん｣｢ナマ先生｣と呼ばれて、困ったときに解説を求められる。

## 生態
アンタッチャブルの柴田英嗣とは、知識においてライバル関係にある。気まぐれでぶっきらぼうな受け答え方をするが、受け売りの知識ではなく、相当な経験からの回答が多い。ナマ先生の詳細は謎が多いが、番組内のやり取りで次のようなことがわかっている。

- 某有名動物園飼育係説
- 動物学の博士説
- 動物園の飼育係を養成する東京コミュニケーションアート専門学校で講師をしているらしい。
- 野生動物を探しに、アフリカ、カナダ、オーストラリアを旅していたらしい。
- 答えたくないと黙ってしまう。気まぐれ。
- 弱点1:：さまぁ〜ずに鼻をつままれると、｢やめてぇ〜｣と弱々しく悲鳴を上げる。
- 弱点2：海洋生物の質問に答えられなかった。

## エピソード
第3弾からレギュラー出演。第7弾では、ナマ先生の学校にさまぁ〜ずが訪れ、飼育動物たちと競演し、貴重なスーパースロー映像の撮影に成功した。第8弾から『史上最叫の動物シアター　プレミア映像100連発』に番組名が変更。第9弾から再び『地上最大のTV動物園』に戻る。